# The Addams Family (jeu vidéo)
The Addams Family est un jeu vidéo de plates-formes développé et édité par Ocean Software en 1992 sur Amiga, Amstrad CPC, Atari ST, Commodore 64, Game Boy, Game Gear, Master System, Mega Drive, Nintendo Entertainment System, Super Nintendo et ZX Spectrum. Le jeu repose sur le film La Famille Addams.
Les versions Amstrad CPC, Commodore 64 et ZX Spectrum sont modifiées par rapport à la version originale parue sur Super Nintendo, ces trois versions ne contiennent pas de scrolling, les écrans s'affichent en un seul coup lorsque le personnage change de pièce. Des options sont ajoutées, le joueur peut choisir le niveau de jeu, le mode contrôle et la possibilité de continuer une partie après un Game Over. 

## Système de jeu
Abigail Craven a kidnappé la famille Addams afin de trouver le trésor caché dans le manoir. Le joueur incarne Gomez dont le but est d'explorer les pièces du manoir ainsi qu'aux alentours pour retrouver sa famille. Les mouvements de Gomez lui permettent d'atteindre des plateformes via le saut, il peut aussi se baisser, nager et voler. Au début de l'aventure, le personnage ne dispose que de deux points de vie et récupère un troisième cœur une fois un boss battu. Chaque boss récompense le joueur d'un réceptacle de cœur pouvant se cumuler jusqu'à cinq réceptacles. Les niveaux du jeu comportent plusieurs bonus différents, les plus nombreux sont les dollars dorés, une fois 100 pièces récoltées, le joueur gagne une vie supplémentaire,. 
D'autres bonus utilitaires sont également présents comme le cœur, qui permet de restaurer un point de vie, le chapeau (le « Fezi-Copter »), qui permet à Gomez de s'envoler durant un temps limité ou encore la basket qui augmente sa vitesse de déplacement,. Des bonus de type offensif sont la balle de golf, qui sert de projectile et l'épée, qui au corps-à-corps, permet de se débarrasser d'un ennemi en un seul coup. Il existe un bonus qui n'apparaît que très rarement, rendant le personnage invulnérable durant un certain temps. The Addams Family présente dans les niveaux des blocs avec la lettre « A » inscrite dessus, ces blocs donnent des indices au joueur. Le jeu utilise un système de mot de passe pour les sauvegardes, chaque fin de niveau affiche un code que le joueur doit rentrer pour reprendre la partie là où il s'était arrêté.